# Moshe Arbel
Pour les articles homonymes, voir Arbel.
Moshe Arbel (hébreu : מֹשֶׁה אַרְבֵּל), né le 26 décembre 1983, est un rabbin et homme politique israélien, député à la Knesset et membre du parti ultra-orthodoxe Shas.
Après avoir mené des études pour devenir rabbin, il est conseiller parlementaire et ministériel à plusieurs reprises, il devient député à la Knesset en 2019.

## Biographie
Moshe Arbel est né à Petah Tikva, son père était vice-président du conseil religieux de Petah Tikva et militant du parti ultra-orthodoxe Shas.
Moshe Arbel fait alors ses études au Sha'arit Yisrael Talmud Torah et à la yeshiva Nahlat David. Ensuite, il mène son service national au sein de l'Armée de défense d'Israël et sert dans une unité de commandement chargé de l'identification des victimes.
Il est ordonné rabbin et poursuit ses études de droit au collège universitaire d'Ono (en). Il devient juriste stagiaire au tribunal de Ramla et mène son service de réserve israélien en tant que procureur militaire au bureau du district de Judée et Samarie.
Entre 2006 et 2013, il est directeur de l'institut Keter Shalom. Pendant le mandat de la 19e législature de la Knesset (2013-2015), il travaille comme conseiller juridique du parti Shas et du député Yoav Ben-Tzur. Il est également placé à la soixante-cinquième place honorifique sur la liste du Shas pour les  élections de mars 2015 à la Knesset.
En 2018, Moshe Arbel est chef de cabinet du ministre et dirigeant de Shas Aryé Dery, et ce dernier annonce le nommé comme dirigeant temporaire effectif au sein du ministère des Services religieux en raison de la maladie du ministre David Azulai.
Lors des élections d'avril 2019, il est classé à la septième place de la liste de Shas et est élu, le parti remportant huit sièges. Depuis, il est constamment réélu lors des élections de septembre 2019, mars 2020, mars 2021 et le 1er novembre 2022.
En 2025, lors de la guerre de Gaza, il visite l’aéroport d'Eilat - Ramon d’où partent les Gazaouis évacués à l’international.
Le 17 juillet 2025, le Shas annonce qu'il se retire du gouvernement en raison de l'incapacité de celui-ci à faire adopter une loi exemptant les  haredim du service militaire. Moshe Arbel revient peu après sur sa démission afin de pouvoir nommer Israel Ozen, du même parti, comme directeur général du ministère de l'Intérieur. Il remet ensuite de nouveau sa démission qui devient effective le 22 juillet.

### Vie privée
Moshe Arbel est marié, père de quatre enfants et vit à Petah Tikva.